# Fei Junlong
Fei Junlong (Chinees: 費俊龍) (Suzhou, 5 mei 1965) is een Chinees ruimtevaarder. Hij werd in 1998 geselecteerd door de China National Space Administration. 
Fei’s eerste missie was Shenzhou 6, gelanceerd met een Lange Mars 2F-draagraket en vond plaats op 12 oktober 2005. Tijdens de missie werden nieuwe lichtgewicht-ruimtepakken getest en verschillende wetenschappelijke experimenten uitgevoerd. 
De planetoïde (9512) Feijunlong is naar hem vernoemd.